# Доина (Њамц)
Доина (рум. Doina) насеље је у Румунији у округу Њамц у општини Ђиров. Oпштина се налази на надморској висини од 325 m.

## Становништво
Према подацима из 2002. године у насељу је живело 302 становника, од којих су сви румунске националности.